# 伊藤家住宅 (大田区)
伊藤家住宅（いとうけじゅうたく）は、東京都大田区東雪谷五丁目に所在する、1963年（昭和38年）建築の歴史的建造物（民家）。
伊藤家住宅は、1921年（大正10年）頃から1973年（昭和48年）頃にかけて、日本の建築界にモダニズム建築の影響を与えた、チェコ出身の建築家アントニン・レーモンドの設計による住宅である。敷地の形状に合わせた平面形と、斜面地に鉄筋コンクリート造の車庫を作り陸屋根とし、その上部に木造2階建ての家屋を載せた建物である。木造住宅での大開口の実現と、独立した丸柱の配列など、レーモンド作品の特徴を表している。2016年（平成28年）に、国の登録有形文化財（建造物）に登録された。

## 文化財
登録有形文化財（建造物）
伊藤家住宅主屋
登録年月日:2016年（平成28年）2月25日、種別:住宅/建築物、登録基準:造形の規範となっているもの。
年代:1963年（昭和38年）建築、木造2階、鉄筋コンクリート造地下1階建、鉄板葺、建築面積125 m2。

## 交通
鉄道
 • 東急池上線 - 石川台駅より徒歩15分

## 関連文献
- アントニン・レーモンド『私と日本建築』鹿島出版社〈SD選書〉、1967年。全国書誌番号:67006451。
- 栗田勇 監修『現代日本建築家全集』 1（アントニン・レーモンド）、三一書房、1971年。全国書誌番号:75045675。
- 三沢浩『アントニン・レーモンドの建築』鹿島出版会、1998年9月。ISBN 4-306-04375-4。
- 樋口清『近代建築は何を創ったか 生活の場の芸術としての建築』中央公論美術出版、2014年6月。ISBN 978-4-8055-0721-6。